# Riku Yamane
Riku Yamane (japanisch 山根 陸 Yamane Riku; * 17. August 2003 in der Präfektur Kanagawa) ist ein japanischer Fußballspieler.

## Karriere
Riku Yamane erlernte das Fußballspielen in der Jugendmannschaft der Yokohama F. Marinos. Hier unterschrieb er am 1. Februar 2022 auch seinen ersten Profivertrag. Der Verein aus Yokohama, einer Stadt in der Präfektur Kanagawa, spielt in der ersten japanischen Liga. Sein Erstligadebüt gab Riku Yamane am 2. März 2022 im Heimnspiel gegen Vissel Kōbe. Hier stand er in der Startelf und spielte die kompletten 90 Minuten. Yokohama gewann das Spiel 2:0. Am Ende der Saison 2022 feierte er mit den Marinos die japanische Meisterschaft. Ein Jahr später feierte er mit den Marinos die Vizemeisterschaft.

## Erfolge
Yokohama F. Marinos
- Japanischer Meister: 2022
- Japanischer Vizemeister: 2023